# توماس ويبر (أستاذ جامعي)
توماس ويبر (بالألمانية: Thomas Weber)‏ هو كاتب غير روائي ومؤرخ ألماني، ولد في 29 أبريل 1974 في هاغن في ألمانيا.